# Ostuacán
Ostuacán (del Idioma zoque: Cueva del Tigre) es una localidad situada en el estado mexicano de Chiapas. Según el censo de 2020, tiene una población de 3141 habitantes.
Está ubicada en el noroeste del estado, cerca de la frontera de Chiapas con el estado de Tabasco.
Es la cabecera del municipio homónimo.

## Historia
Ostuacán fue fundada en el año de 1549 con el nombre de San Pablo Ostuacán, como un pueblo de misión en que los misioneros españoles concentraron a indígenas zoques para su conversión al catolicismo. Dependiente de la alcaldía mayor de Ciudad Real de Chiapas, pertenecía por tanto a la Capitanía General de Guatemala, siendo en esta época mencionado como pueblo tributario. Durante la colonia y el siglo XIX Ostuacán fue una población pequeña y aislada del resto de Chiapas, situación que sigue imperando en cierto grado debido a los accidentes geográficos de la región. En 1910 fue incluida en el departamento de Pichucalco y finalmente en 1915 fue designada cabecera del nuevo municipio de Ostuacán.
A partir de la década de 1970 se dio un incremento en la actividad y población de Ostuacán, principalmente por la construcción de la Presa Peñitas y el establecimiento de pozos petroleros de Petróleos Mexicanos, sin embargo, el desarrollo proporcionado por esta infraestructura no se ha visto reflejada hacia la población, que sigue teniendo únicamente servicios básicos.

## Localización y población
Ostuacán se encuentra localizado en las coordenadas 17°24′20″N 93°20′12″O / 17.40556, -93.33667 y a una altitud de 100 metros sobre el nivel del mar, su entorno es montañoso y se encuentra ubicado en un pequeño valle rodeado de las montañas del norte de Chiapas en la rivera del río Ostuacán, tributario del río Grijalva. Se encuentra localizada aproximadamente a 120 kilómetros al norte de la capital del estado,Tuxtla Gutiérrez. Sin embargo, es de difícil comunicación con Chiapas. Su principal vía de comunicación es la carretera que lo une al norte con la población de Juárez, distante unos 60 kilómetros, y al oeste con las población de Plan de Ayala, perteneciente al mismo municipio de Ostuacán, donde enlaza con la Carretera Federal 187 junto a la Presa Peñitas. Por esta carretera hacia el sur se comunica con Tuxtla Gutiérrez y el resto del estado. Estas dificultades de comunicación con el resto de Chiapas hace que Ostuacán tenga una relación más intensa con el estado de Tabasco, con el que la comunicación es más fácil y cercana.
Existe un gran proyecto de autopista Villahermosa-Tuxtla Gutiérrez entre las dos ciudades sustituyendo la carretera de la selva negra que estaba en desuso total , actualmente ese proyecto va a pasar por la carretera en donde la carretera Tecpatán-Copainalá-Chicoasén-San Fernando pasará la zona de las cabeceras municipales de Ostuacán-Chapultenango-Sunuapa-Reforma-Juárez (Chiapas)-este trayecto comunicara a las poblaciones de Villahermosa-Teapa y Pichucalco y por Reforma-Juárez (Chiapas) comunicará a la ciudad de Comalcalco y Paraíso convirtiendo en esta región más comercial y en desarrollo. Así mismo Ostuacan crecerá más y desarrollara más actividad terciara.
De acuerdo con los resultados del Conteo de Población y Vivienda de 2020 realizado por el Instituto Nacional de Estadística y Geografía, la población de Ostuacán es de 3141 habitantes, de los cuales 1521 son hombres y 1620 son mujeres.